# Kościół Matki Bożej Królowej Polski w Zamościu
Kościół Matki Bożej Królowej Polski w Zamościu – rzymskokatolicki kościół parafialny należący do parafii pod tym samym wezwaniem (dekanat Zamość diecezji zamojsko-lubaczowskiej).
Poświęcenie placu pod budowę kościoła odbyło się w dniu 10 maja 1983 roku. W dniu 12 czerwca 1999 roku, przy kościele parafialnym, odbyło się spotkanie wiernych diecezji i licznych pielgrzymów spoza diecezji z Ojcem Świętym Janem Pawłem II. Kościół został wzniesiony w latach 1986-1993, kamień węgielny pochodzący z bazyliki św. Piotra w Rzymie, został poświęcony w dniu 13 kwietnia 1987 roku przez papieża Jana Pawła II, wmurowany został w dniu 21 czerwca 1987 roku przez biskupa lubelskiego Bolesława Pylaka. Jest to budowla murowana wybudowana z czerwonej cegły, według projektu mgr inż. Romana Orlewskiego, konstruktorem był inż. Edward Mirowski, inspektorem nadzoru - inż. Edward Typiak; (budowa była prowadzona przez ks. prob. Janusza Romańczuka); konsekrowana została w dniu 8 grudnia 1993 roku przez bpa zamojsko-lubaczowskiego Jana Śrutwę. Kościół został założony na planie wielokąta, wybudowano go w stylu współczesnym, architekturą przypomina koronę nawiązującą do tytułu świątyni.